# Ayu-mi-x II version JPN
ayu-mi-x II version JPN – japońska wersja albumu remiksowego ayu-mi-x II Ayumi Hamasaki. Album został wydany 8 marca 2000 roku w celu dalszego promowania drugiego albumu studyjnego LOVEppears piosenkarki. Wersja ta zawiera 12 remiksów autorstwa takich producentów jak m.in. GTS, Yukihiro Fukutomi, Fantastic Plastic Machine, Izumi Miyazaki. Znalazł się na 6. miejscu w rankingu Oricon. Sprzedano 170 990 kopii.

## Lista utworów
| #  | Tytuł                                 | Remix                                        | Czas |
| -- | ------------------------------------- | -------------------------------------------- | ---- |
| 1  | "Trauma" (YUKIHIRO FUKUTOMI REMIX)    | Yukihiro Fukutomi                            | 7:00 |
| 2  | "Fly high" (Groove That Speed Mix)    | Satoshi Hidaka (GTS)                         | 5:01 |
| 3  | "immature" (CLUB BAHIA MIX)           | MINT meets HOW                               | 4:59 |
| 4  | "too late" (LaB LIFe Remix)           | LaB LIFe                                     | 5:43 |
| 5  | "Boys & Girls" (Inskadisco mix)       | THE GROUPE featuring Sogabe Keiichi          | 4:15 |
| 6  | "WHATEVER" (FPM's WINTER BOSSA)       | Tomoyuki Tanaka (Fantastic Plastic Machine)  | 6:51 |
| 7  | "End roll" (da urban maesto mix)      | "tosh masuda" in the london Darkrooms.       | 6:05 |
| 8  | "Who..." (Blue Obsession Mix)         | CMJK                                         | 6:03 |
| 9  | "And then" (Future Disc Mix)          | Nord Rider                                   | 5:42 |
| 10 | "monochrome" (D-Z WHITE INSTINCT Mix) | C-NTALOW. K-ZILLOW (produkcja), D-Z (remiks) | 6:14 |
| 11 | "appears" (DJ-TURBO Remix)            | DJ-TURBO (GTS)                               | 8:29 |
| 12 | "P.S. II" (Dub's Kingship Remix)      | Izumi "D・M・X" Miyazaki                     | 6:42 |